# Úhornianske sedlo
Úhornianske sedlo (999 m n.p.m.) – przełęcz w Górach Wołowskich w łańcuchu Rudaw Słowackich. Rozdziela grupę Złotego Stołu (słow. Zlatý stôl) na północnym zachodzie od grupy Pipitki na południowym wschodzie. Nazwa od wsi Úhorná, położonej w dolinie ok. 2 km na wschód od siodła przełęczy.
Spod przełęczy w kierunku zachodnim (niżej: południowo-zachodnim) spływają dopływy Krasnohorskiego Potoku, natomiast w kierunku północno-wschodnim – źródłowe cieki potoku Smolník.
Przez przełęcz prowadzi droga nr 549 z Krasnohorskiego Podgrodzia do Mniszka nad Hnilcem (bez komunikacji autobusowej).
W siodle przełęczy znajduje się spora polana, której część służy jako parking. Przy szosie przydrożny, żeliwny krzyż. Przypomina on wielowiekowe tradycje górniczo-hutnicze bogatych w kruszce Gór Wołowskich.

## Turystyka
Na przełęczy węzeł znakowanych szlaków turystycznych. Grzbietem przez przełęcz biegnie czerwono   znakowany główny dalekobieżny szlak Słowacji – Cesta hrdinov SNP. Przez przełęcz przechodzi również zielono   znakowany szlak z miejscowości Pača (po stronie zachodniej) do miejscowości Úhorná (po stronie wschodniej). Przy wspomnianym czerwonym szlaku ok. 150 m na południe od przełęczy znajduje się niewielki, samoobsługowy schron turystyczny.